# Saint-Christo-en-Jarez
Saint-Christo-en-Jarez est une commune française située dans le département de la Loire en région Auvergne-Rhône-Alpes.

## Toponymie
Saint-Christo vient du nom du parler local de langue arpitane, qui lui-même vient du latin Sanctus Christophorus.
Au XIXe siècle, l'orthographe en usage était : Saint-Christô-en-Jarret. Par décret du 23 décembre 1914, elle est modifiée et Jarret devient Jarez.

## Géographie
La commune est située à 17 km de Saint-Étienne, face au mont Pilat avec les monts d'Auvergne au sud-ouest ; la chaîne des Alpes à l'est avec le mont Blanc. Les hivers sont souvent rudes et enneigés[réf. nécessaire].
La superficie de la commune est de 21,77 km2 ; son altitude varie de 540  à   885 mètres.
Sur le chemin de grande randonnée GR7 se trouve la ligne de séparation des eaux méditerranéennes et atlantiques.
| Grammond | Marcenod               | Saint-Romain-en-Jarez |
| Fontanès | Saint-Christo-en-Jarez | Valfleury Cellieu     |
| Sorbiers |                        | Saint-Chamond         |

### Climat
Pour des articles plus généraux, voir Climat d'Auvergne-Rhône-Alpes et Climat de la Loire.
En 2010, le climat de la commune est de type climat des marges montargnardes, selon une étude du Centre national de la recherche scientifique s'appuyant sur une série de données couvrant la période 1971-2000. En 2020, Météo-France publie une typologie des climats de la France métropolitaine dans laquelle la commune est exposée à un climat de montagne ou de marges de montagne et est dans la région climatique Nord-est du Massif Central, caractérisée par une pluviométrie annuelle de 800 à 1 200 mm, bien répartie dans l’année.
Pour la période 1971-2000, la température annuelle moyenne est de 9,2 °C, avec une amplitude thermique annuelle de 16,4 °C. Le cumul annuel moyen de précipitations est de 936 mm, avec 9,6 jours de précipitations en janvier et 6,8 jours en juillet. Pour la période 1991-2020, la température moyenne annuelle observée sur la station météorologique de Météo-France la plus proche, « Grammond_sapc », sur la commune de Grammond à 4 km à vol d'oiseau, est de 10,2 °C et le cumul annuel moyen de précipitations est de 832,1 mm,. Pour l'avenir, les paramètres climatiques de la commune estimés pour 2050 selon différents scénarios d'émission de gaz à effet de serre sont consultables sur un site dédié publié par Météo-France en novembre 2022.

## Urbanisme

### Typologie
Au 1er janvier 2024, Saint-Christo-en-Jarez est catégorisée commune rurale à habitat dispersé, selon la nouvelle grille communale de densité à sept niveaux définie par l'Insee en 2022.
Elle est située hors unité urbaine. Par ailleurs la commune fait partie de l'aire d'attraction de Saint-Étienne, dont elle est une commune de la couronne,. Cette aire, qui regroupe 105 communes, est catégorisée dans les aires de 200 000 à moins de 700 000 habitants,.

### Occupation des sols
L'occupation des sols de la commune, telle qu'elle ressort de la base de données européenne d’occupation biophysique des sols Corine Land Cover (CLC), est marquée par l'importance des territoires agricoles (77,3 % en 2018), en diminution par rapport à 1990 (78,5 %). La répartition détaillée en 2018 est la suivante : 
prairies (39,3 %), zones agricoles hétérogènes (32,3 %), forêts (20,2 %), terres arables (5,6 %), zones urbanisées (2,5 %). L'évolution de l’occupation des sols de la commune et de ses infrastructures peut être observée sur les différentes représentations cartographiques du territoire : la carte de Cassini (XVIIIe siècle), la carte d'état-major (1820-1866) et les cartes ou photos aériennes de l'IGN pour la période actuelle (1950 à aujourd'hui).

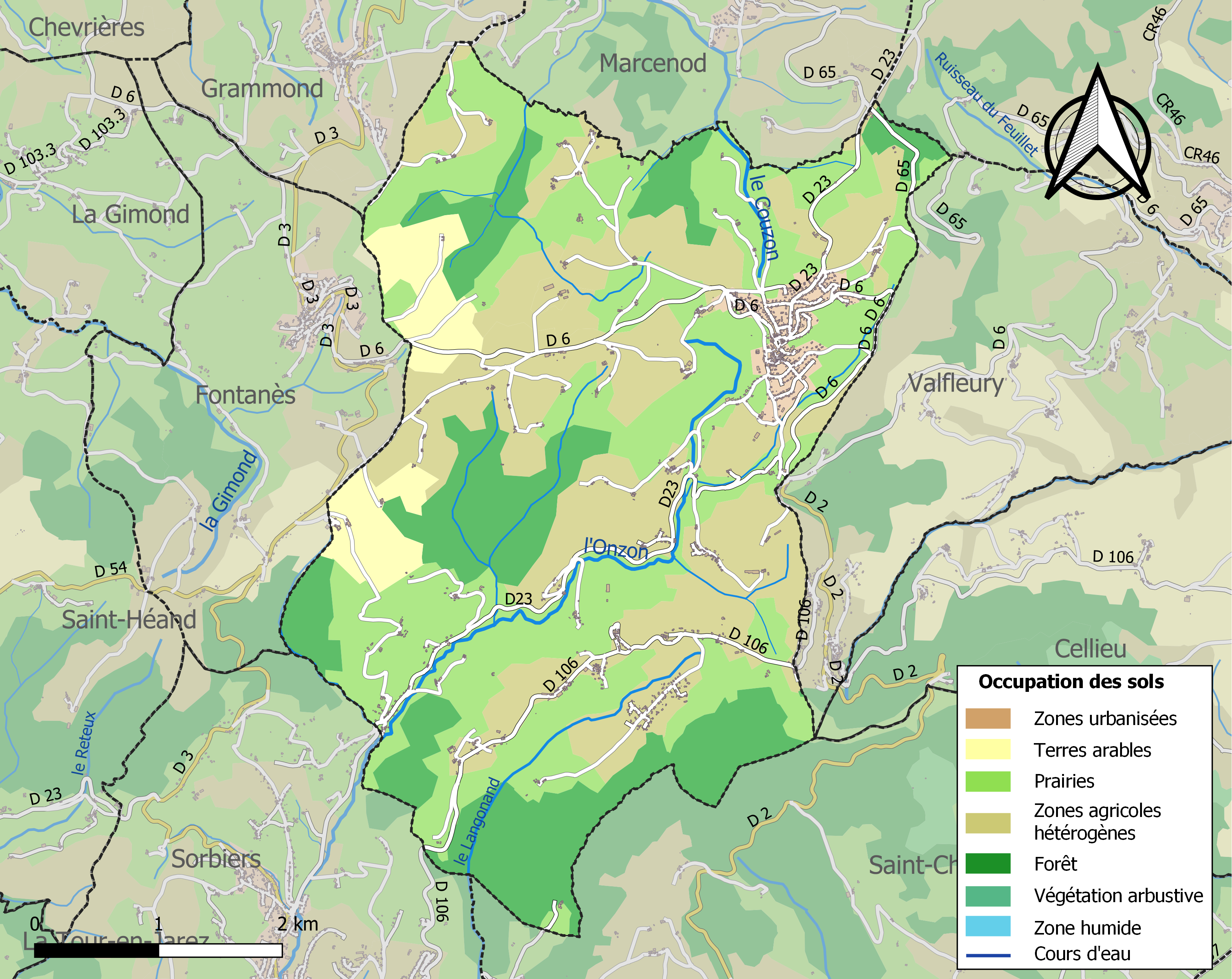
Carte des infrastructures et de l'occupation des sols de la commune en 2018 (CLC).

## Histoire
La commune existe au moins depuis l'an 800 : épisode de la Vierge de Valfleury.
L’ecclesia Sanctus Christophorus (984) était jadis une modeste bourgade close qui n’eut jamais le privilège de posséder un château.
Avant la Révolution, la paroisse de Saint-Christo-en-Jarez dépendait de Saint-Romain-en-Jarez, plus précisément du château et de la seigneurie de Senevas, avec Cellieu, Chagnon, Fontanès et Sorbiers.
La commune absorbe, en 1821, les communes de Saint-Christo-en-Chatelus et Saint-Christo-en-Fontanès.
Tout comme la commune de Larajasse, elle cède une partie de son territoire en 1868 pour permettre la création de Marcenod.

## Politique et administration
| Période                                  | Période     | Identité       | Étiquette | Qualité                            |
| ---------------------------------------- | ----------- | -------------- | --------- | ---------------------------------- |
| Les données manquantes sont à compléter. |             |                |           |                                    |
| mars 2001                                | 3 juin 2023 | Rémy Guyot     |           | Agriculteur                        |
| 3 juin 2023                              | En cours    | Pascal Fayolle |           | Professeur hôtellerie restauration |

## Démographie
L'évolution du nombre d'habitants est connue à travers les recensements de la population effectués dans la commune depuis 1793. Pour les communes de moins de 10 000 habitants, une enquête de recensement portant sur toute la population est réalisée tous les cinq ans, les populations de référence des années intermédiaires étant quant à elles estimées par interpolation ou extrapolation. Pour la commune, le premier recensement exhaustif entrant dans le cadre du nouveau dispositif a été réalisé en 2005.

En 2022, la commune comptait 1 888 habitants, en évolution de +1,29 % par rapport à 2016 (Loire : +1,32 %, France hors Mayotte : +2,11 %).
| 1793 | 1800 | 1806 | 1821 | 1831  | 1836  | 1841  | 1846  | 1851  |
| ---- | ---- | ---- | ---- | ----- | ----- | ----- | ----- | ----- |
| 627  | 569  | 642  | 737  | 1 716 | 1 679 | 1 700 | 1 711 | 1 771 |

| 1856  | 1861  | 1866  | 1872  | 1876  | 1881  | 1886  | 1891  | 1896  |
| ----- | ----- | ----- | ----- | ----- | ----- | ----- | ----- | ----- |
| 1 713 | 1 800 | 1 690 | 1 323 | 1 327 | 1 344 | 1 437 | 1 357 | 1 284 |

| 1901  | 1906  | 1911  | 1921  | 1926 | 1931 | 1936 | 1946 | 1954 |
| ----- | ----- | ----- | ----- | ---- | ---- | ---- | ---- | ---- |
| 1 249 | 1 255 | 1 153 | 1 021 | 960  | 971  | 988  | 981  | 954  |

| 1962  | 1968  | 1975 | 1982  | 1990  | 1999  | 2005  | 2006  | 2010  |
| ----- | ----- | ---- | ----- | ----- | ----- | ----- | ----- | ----- |
| 1 028 | 1 074 | 988  | 1 146 | 1 288 | 1 365 | 1 656 | 1 672 | 1 822 |

| 2015  | 2020  | 2022  | - | - | - | - | - | - |
| ----- | ----- | ----- | - | - | - | - | - | - |
| 1 828 | 1 909 | 1 888 | - | - | - | - | - | - |

Signe de son bon dynamisme démographique, entre 1999 et 2008, la population de la commune a augmenté de 22,4 % alors que le département de la Loire n'a augmenté que de 1,7 %.

## Lieux et monuments
- Église Saint-Christophe de Saint-Christo-en-Jarez : chapelle de saint Jean-Louis Bonnard ; carillon à 9 cloches.
- Chapelle.
- Ferme typique des monts du jarez
- Plusieurs moulins.
- Col de la Gachet (Tour de France 2005).
- "Château" d'Albuzy", maison bourgeoise privée.
- Circuits pédestres balisés par des sabots.

## Personnalités liées à la commune
- Saint Jean-Louis Bonnard (1824-1852), prêtre français faisant partie du groupe des 117 Martyrs du Viêt-Nam canonisés le 19 juin 1988 par Jean-Paul II. Natif de la commune.

## Photographies anciennes

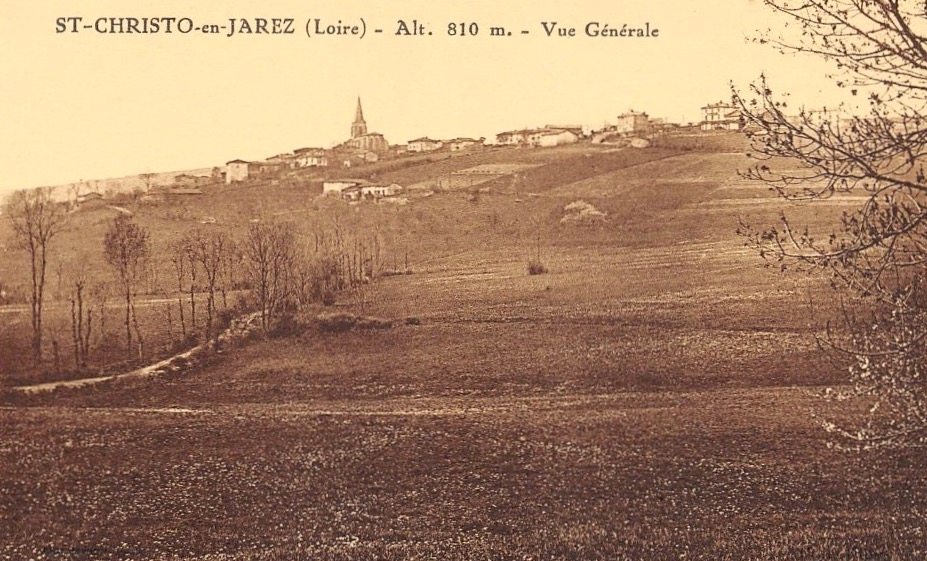
Saint-Christo-en-Jarez, vue générale.
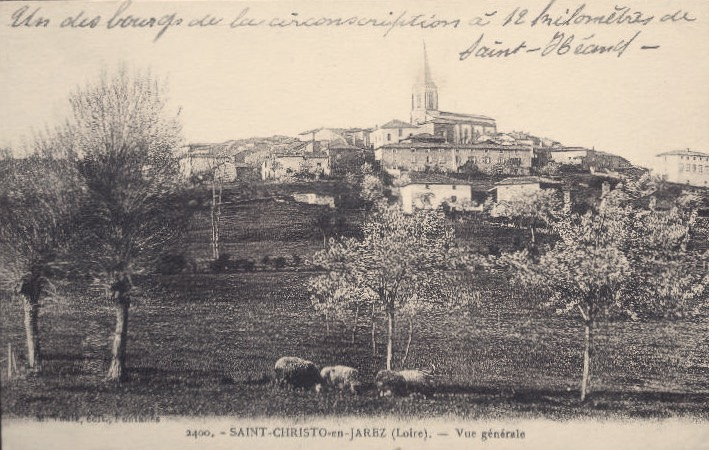
Saint-Christo-en-Jarez, « un de nos bourgs... ».
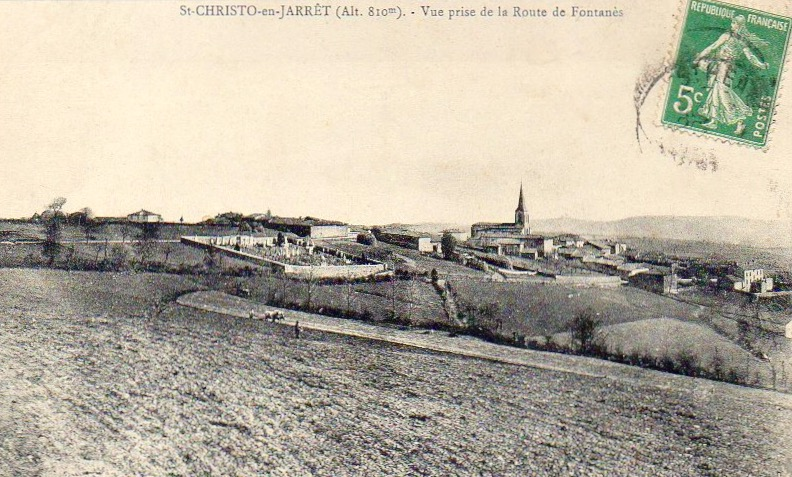
Saint-Christo-en-Jarez, cimetière et église.
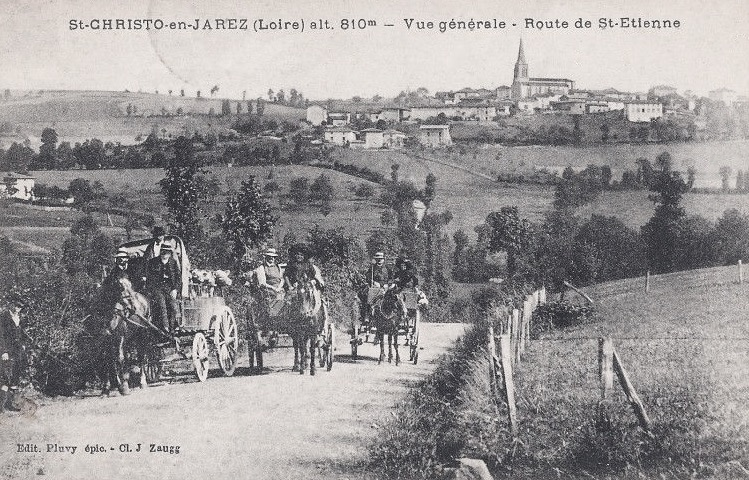
Saint-Christo-en-Jarez, route de Saint-Étienne.
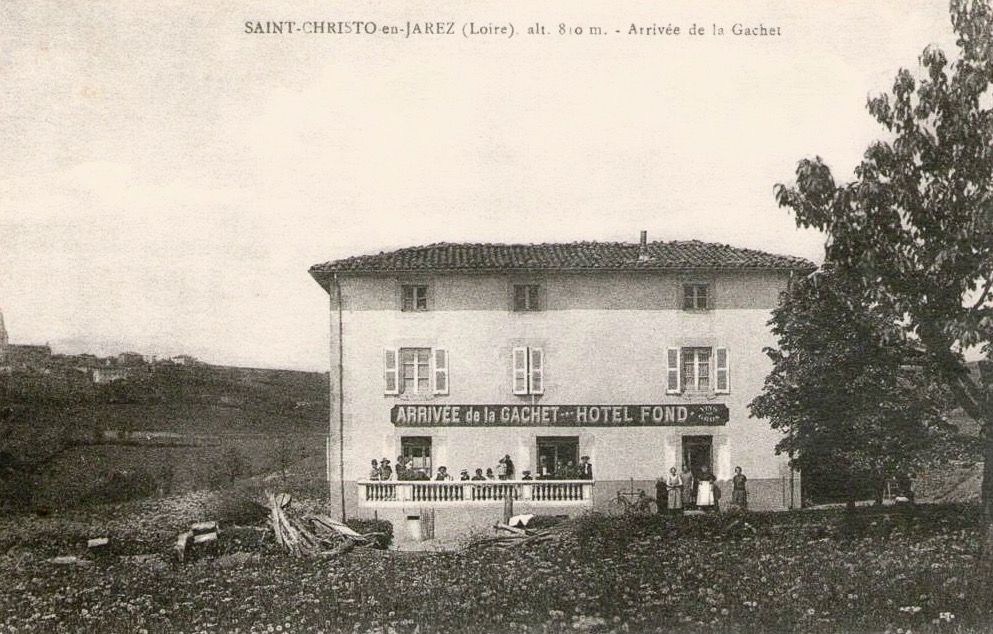
Saint-Christo-en-Jarez, Arrivée de la Gachet.
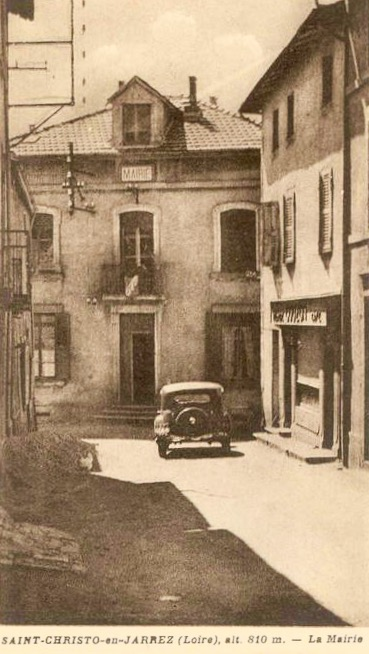
Saint-Christo-en-Jarez, la mairie.
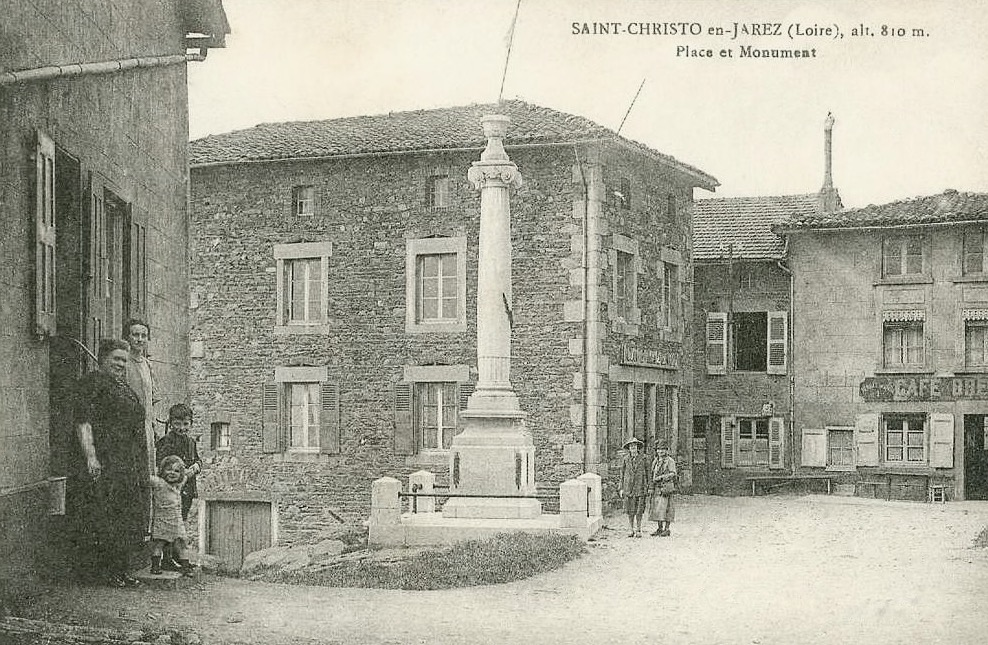
Saint-Christo-en-Jarez, place et monument.
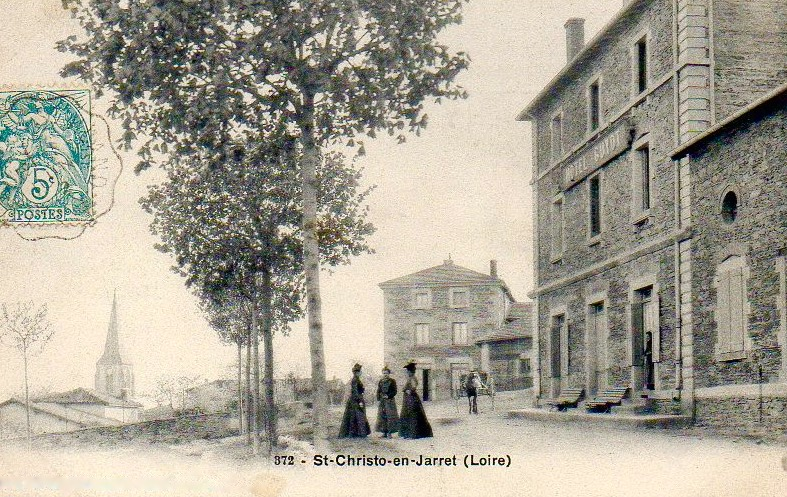
Saint-Christo-en-Jarez, promenade et Hôtel Guyot.
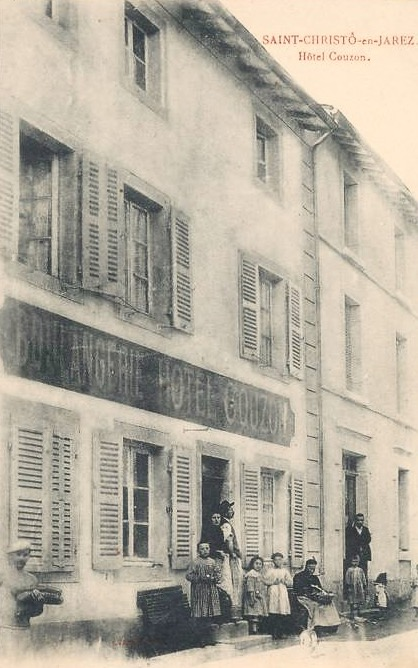
Saint-Christo-en-Jarez, Hôtel Couzon.
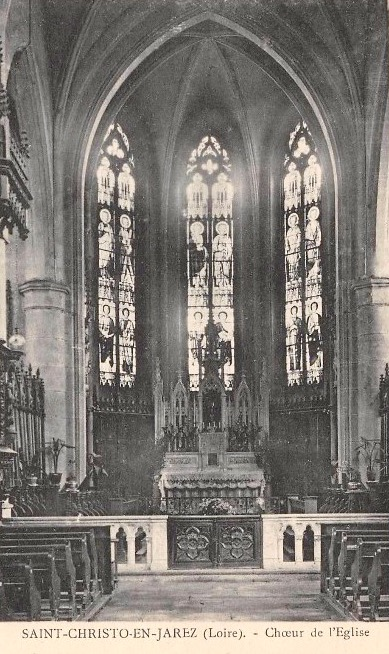
Saint-Christo-en-Jarez, chœur de l'église.
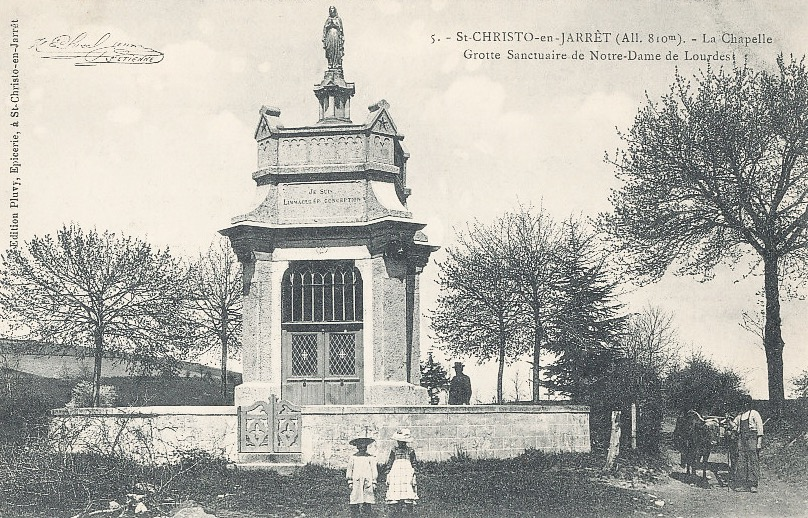
Saint-Christo-en-Jarez, grotte sanctuaire de Notre-Dame de Lourdes.

## Manifestations
- Marche des Sabots 1er dimanche de juin.
- Fête de la musique.
- Bal 13 juillet, feux d'artifice.
- Nettoyage de printemps premier samedi du mois d'avril tous les ans.
- Marché de Noël.
- Raid pédestre "Sainté-Lyon" (1ère étape de ce trail hivernal).
- Tournoi de football régional U12-U13 "Graines de Champion", 2e samedi de septembre.
- Fête du Foot organisée par l'ES Saint-Christo-Marcenod (1er week-end de septembre).

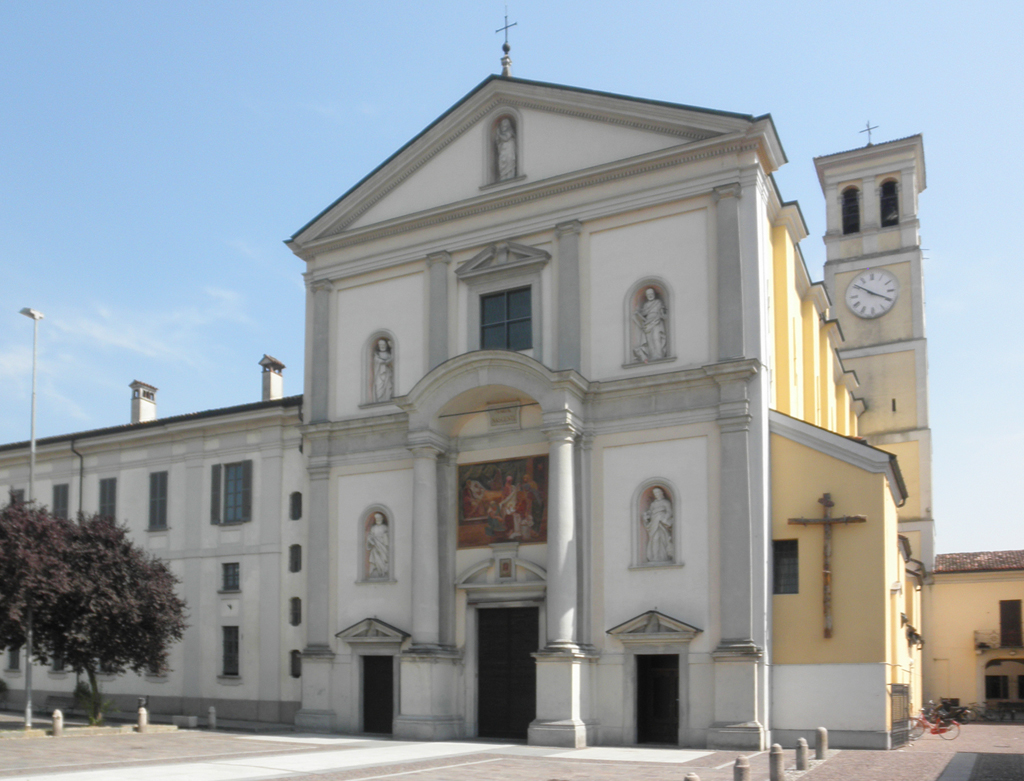
Brembio, façade de l'église.

## Jumelages
Brembio (Italie).
Brembio est une commune de la province de Lodi, province de Lombardie, en Italie.
La principale activité du Comité de jumelage est d’organiser un accueil dans les familles. Les rencontres inter-villages sont organisées en alternance : une fois à Saint-Christo-en-Jarez, une fois à Brembio.